# Río Jamapa
Der nur 368 km lange Río Jamapa gehört – gemessen an der mitgeführten Wassermenge – zu den größeren Flüssen Mexikos.

## Geographie
Die beiden – sich nach etwa 30 km vereinigenden – Quellflüsse des Río Jamapa entspringen in etwa 1.500 m Höhe bei Huatusco de Chicuellar in den östlichen Ausläufern des Citlaltépetl (auch Pico de Orizaba genannt), des mit 5.638 m höchsten Berges Mexikos. In vielen Windungen fließt der Fluss zunächst durch die Sierra Madre Oriental, später dann durch die Küstenebene in östliche Richtung. Er erhält zusätzliches Wasser von mehreren kleineren Bächen und mündet – nach der Einmündung der Wassermengen des lange Zeit südlich parallel fließenden Río Cotaxtla (oder Río Atoyac) – bei der Stadt Boca del Río, die nur mehr eine Vorstadt von Veracruz ist, in den Golf von Mexiko.

## Wirtschaft
Das Hinterland des Río Jamapa und seiner Nebenflüsse wurde jahrhundertelang abgeholzt. Mittlerweile ist die umgebende Landschaft geprägt von Zuckerrohr- und Maisfeldern sowie von Viehweiden. Im Jahr 2010 richtete der Hurrican Karl erhebliche Sturm- und Überflutungsschäden im Mündungsbereich des Flusses an.

## Sehenswürdigkeiten
Wegen der häufigen Überschwemmungen gab es keine präkolumbischen Siedlungen entlang des Flusses; am weiter südlich verlaufenden Río Cotaxtla liegt allerdings die aztekische Tempelpyramide von Huatusco. Auch die Spanier konzentrierten ihre Aktivitäten weiter nördlich oder südlich, wo bessere und geschütztere Häfen zu finden waren (Veracruz, Tlacotalpan, Coatzacoalcos).

## Umweltverschmutzung
Düngemittel, Pflanzenschutzmittel und menschliche Abwässer (aguas negras) gelangen zusammen mit Plastikmüll in den Fluss. Wegen seines kleinen Einzugsgebiets von nur etwa 4.000 km² und der fehlenden Industrialisierung hält sich die Verschmutzung des Río Jamapa im Vergleich zu anderen mexikanischen Flüssen jedoch noch in Grenzen.